# 下郷町
下郷町（しもごうまち）は、福島県会津地方に位置し、南会津郡に属する町。

## 地理

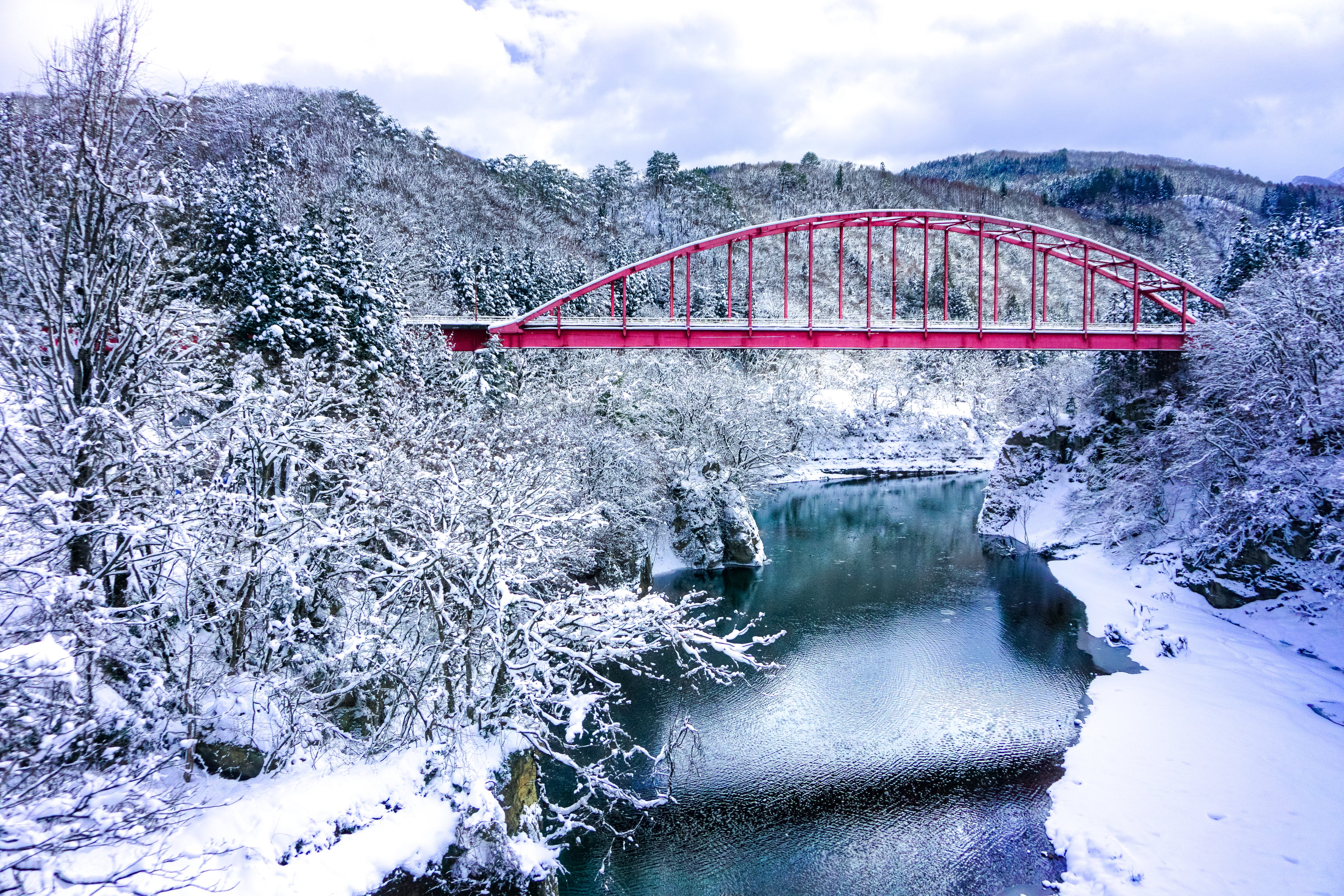
雪の下郷町の阿賀川と塔の岪橋

町内の大内宿は会津若松から今市に至る会津西街道（南山通り）の宿場町にあたる。大内宿は1981年（昭和56年）に重要伝統的建造物群保存地区として選定されたほか、1996年（平成8年）には「大内宿の自然用水」が日本の音風景100選に選定されている。町の中央を阿賀川（大川）が流れる。
- 山 ：小野岳、那須岳（三本槍岳）、二岐山、神篭ヶ岳
- 河川：阿賀川（大川）
- 湖沼：若郷湖（大川ダム）、大内ダム

### 隣接している自治体
- 福島県
  - 会津若松市
  - 南会津郡南会津町
  - 大沼郡会津美里町
  - 大沼郡昭和村
  - 岩瀬郡天栄村
  - 西白河郡西郷村
- 栃木県
  - 那須塩原市

### 町内の風景

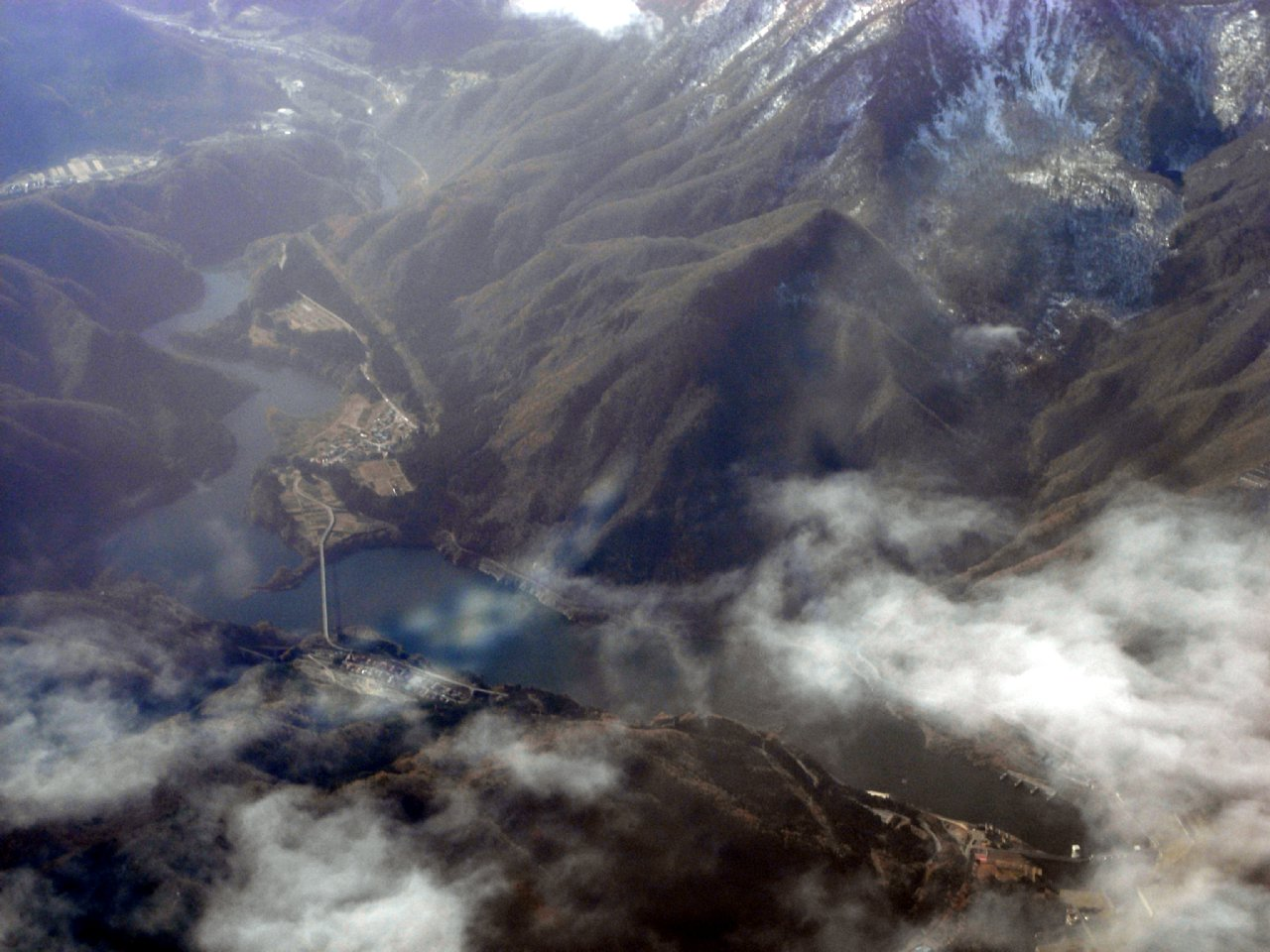
阿賀野川本川上の若郷湖と大川ダム（右下）
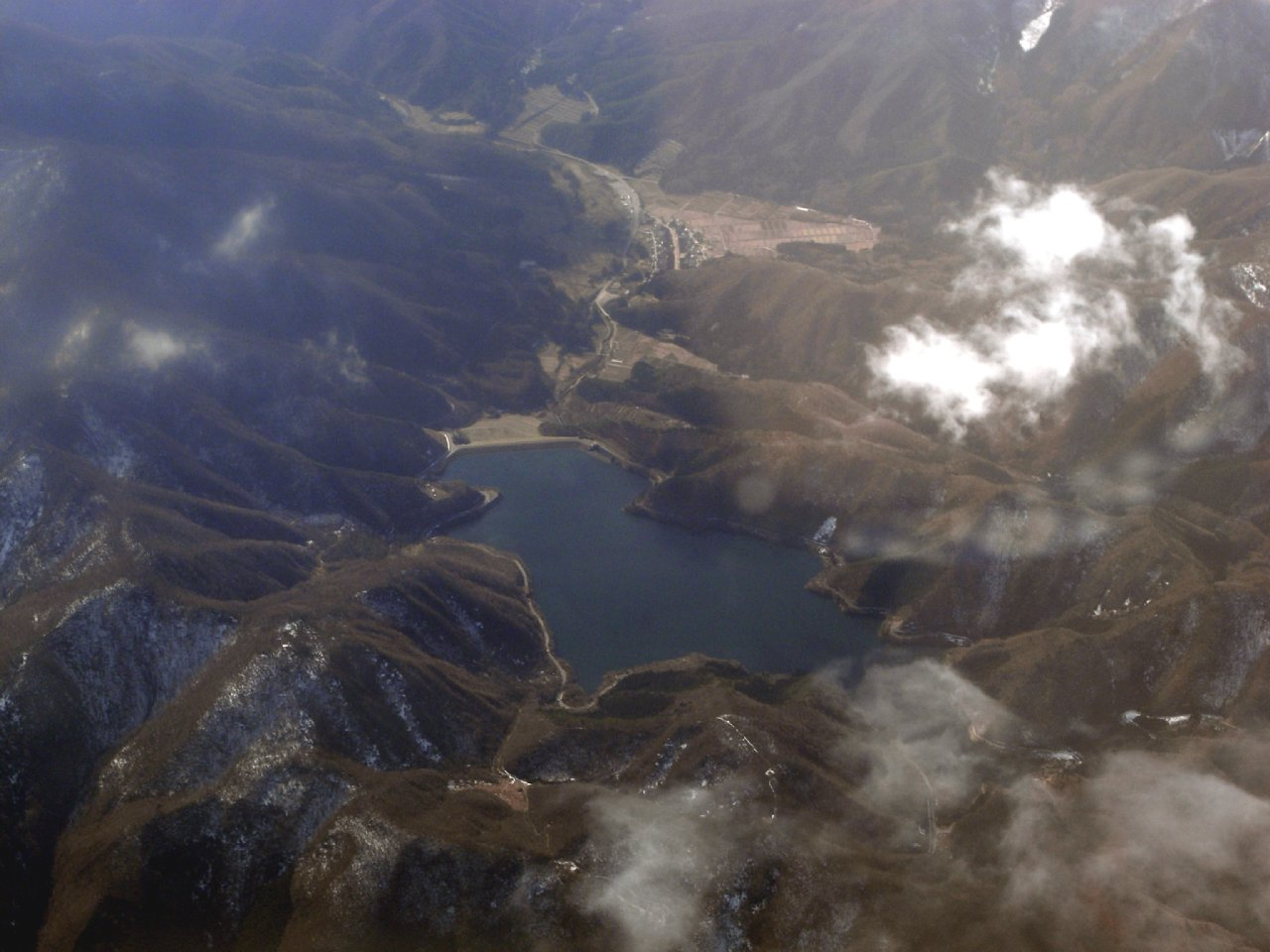
大内ダム湖空撮。 ダムのすぐ下流側に大内宿が見える。

## 歴史

### 年表
- 1932年（昭和7年）12月22日 - 会津線の上三寄 - 湯野上間が開業。
- 1928年（昭和3年）9月1日 - 長江村、二川村が合併し、江川村となる。
- 1946年（昭和21年）11月20日 - 楢原村が町制施行して楢原町となる。
- 1953年（昭和28年）5月18日 - 国道121号が制定。
- 1954年（昭和29年）9月25日 - 青木航空機墜落事故。結能峠付近に航空機が墜落。現地に慰霊碑あり[4]。
- 1955年（昭和30年）4月1日 - 楢原町、旭田村、江川村が合併し、下郷町誕生。
- 1970年（昭和45年）4月1日 - 国道289号が制定。
- 1981年（昭和56年）4月18日 - 大内宿が国の重要伝統的建造物群保存地区として選定[2]。
- 1993年（平成5年）4月1日 - 国道118号の須賀川市 - 会津若松市間が制定。

### 行政区域変遷
- 変遷の年表

| 下郷町町域の変遷（年表） | 下郷町町域の変遷（年表） | 下郷町町域の変遷（年表） |
| 年                       | 月日                     | 現下郷町町域に関連する行政区域変遷 |
| ------------------------ | ------------------------ | --- |
| 1889年（明治22年）       | 4月1日                   | 町村制施行に伴い、以下の村がそれぞれ発足。 - 楢原村 ← 豊成村・栄富村・中山村・三ッ井村・新開村・戸赤村・大内村 - 旭田村 ← 沢田村・澳田村・中妻村・大松川村・合川村・野際新田村・音金村・南倉沢村・塩生村・落合村 - 長江村 ← 弥五島村・大沢村・湯野上村・小沼崎村 - 二川村 ← 高陦村・枝松村・白岩村 |
| 1928年（昭和3年）        | 9月1日                   | 長江村・二川村が合併し江川村が発足。 |
| 1946年（昭和21年）       | 11月20日                 | 楢原村が町制施行して楢原町となる。 |
| 1955年（昭和30年）       | 4月1日                   | 楢原町・旭田村・江川村が合併し下郷町が発足。 |

- 市制・町村制以前の変遷表

| 市制町村制以前の下郷町町域の変遷表 | 市制町村制以前の下郷町町域の変遷表 | 市制町村制以前の下郷町町域の変遷表 | 市制町村制以前の下郷町町域の変遷表 | 市制町村制以前の下郷町町域の変遷表 |
| 1868年 以前                        | 1868年 以前                        | 明治元年 - 明治22年                | 明治元年 - 明治22年                | 明治22年 4月1日                    |
| ---------------------------------- | ---------------------------------- | ---------------------------------- | ---------------------------------- | ---------------------------------- |
|                                    | 刈合村                             | 刈合村                             | 明治8年 豊成村                     | 楢原町                             |
|                                    | 楢原村                             |                                    | 明治8年 豊成村                     | 楢原町                             |
|                                    | 上添村                             |                                    | 明治8年 豊成村                     | 楢原町                             |
|                                    | 小山村                             |                                    | 明治8年 豊成村                     | 楢原町                             |
|                                    | 倉村                               |                                    | 明治8年 豊成村                     | 楢原町                             |
|                                    | 岩本村                             |                                    | 明治8年 豊成村                     | 楢原町                             |
|                                    | 成岡村                             | 成岡村                             | 明治8年 栄富村                     | 楢原町                             |
|                                    | 萩原村                             |                                    | 明治8年 栄富村                     | 楢原町                             |
|                                    | 板倉村                             |                                    | 明治8年 栄富村                     | 楢原町                             |
|                                    | 小池村                             |                                    | 明治8年 栄富村                     | 楢原町                             |
|                                    | 倉谷村                             |                                    | 明治8年 栄富村                     | 楢原町                             |
|                                    | 水抜村                             |                                    | 明治8年 栄富村                     | 楢原町                             |
|                                    | 桜山村                             | 桜山村                             | 明治8年 中山村                     | 楢原町                             |
|                                    | 中倉村                             |                                    | 明治8年 中山村                     | 楢原町                             |
|                                    | 安張村                             | 安張村                             | 明治8年 三ッ井村                   | 楢原町                             |
|                                    | 桑取火村                           |                                    | 明治8年 三ッ井村                   | 楢原町                             |
|                                    | 磯上村                             |                                    | 明治8年 三ッ井村                   | 楢原町                             |
|                                    | 志源行村                           | 志源行村                           | 明治8年 新開村                     | 楢原町                             |
|                                    | 日影村                             |                                    | 明治8年 新開村                     | 楢原町                             |
|                                    | 石井村                             |                                    | 明治8年 新開村                     | 楢原町                             |
|                                    | 原村                               |                                    | 明治8年 新開村                     | 楢原町                             |
|                                    | 戸石村                             | 戸石村                             | 明治8年 戸赤村                     | 楢原町                             |
|                                    | 赤土村                             |                                    | 明治8年 戸赤村                     | 楢原町                             |
|                                    | 大内村                             |                                    |                                    | 楢原町                             |
|                                    | 桃曽根村                           | 明治8年 桃曽根村                   | 明治10年 沢田村                    | 旭田村                             |
|                                    | 檜原村                             | 明治8年 桃曽根村                   | 明治10年 沢田村                    | 旭田村                             |
|                                    | 赤岩村                             |                                    | 明治10年 沢田村                    | 旭田村                             |
|                                    | 水門村                             | 水門村                             | 明治8年 澳田村                     | 旭田村                             |
|                                    | 沢入村                             |                                    | 明治8年 澳田村                     | 旭田村                             |
|                                    | 大窪村                             |                                    | 明治8年 澳田村                     | 旭田村                             |
|                                    | 中妻村                             | 中妻村                             | 明治8年 中妻村                     | 旭田村                             |
|                                    | 本九々布村                         |                                    | 明治8年 中妻村                     | 旭田村                             |
|                                    | 松川村                             | 松川村                             | 明治10年 大松川村                  | 旭田村                             |
|                                    | 原村                               |                                    | 明治10年 大松川村                  | 旭田村                             |
|                                    | 木令村                             |                                    | 明治10年 大松川村                  | 旭田村                             |
|                                    | 杉沢村                             |                                    | 明治10年 大松川村                  | 旭田村                             |
|                                    | 張平村                             | 張平村                             | 明治10年 合川村                    | 旭田村                             |
|                                    | 小松川村                           |                                    | 明治10年 合川村                    | 旭田村                             |
|                                    | 赤岡村                             |                                    | 明治10年 合川村                    | 旭田村                             |
|                                    | 寺山村                             |                                    | 明治10年 合川村                    | 旭田村                             |
|                                    | 野際新田村                         |                                    |                                    | 旭田村                             |
|                                    | 音金村                             |                                    |                                    | 旭田村                             |
|                                    | 南倉沢村                           |                                    |                                    | 旭田村                             |
|                                    | 塩生村                             |                                    |                                    | 旭田村                             |
|                                    | 落合村                             |                                    |                                    | 旭田村                             |
|                                    | 弥五島村                           | 弥五島村                           | 弥五島村                           | 長江村                             |
|                                    | 大沢村                             |                                    |                                    | 長江村                             |
|                                    | 湯原村                             | 湯原村                             | 明治8年 湯野上村                   | 長江村                             |
|                                    | 小野村                             |                                    | 明治8年 湯野上村                   | 長江村                             |
|                                    | 小出村                             | 小出村                             | 明治8年 小沼崎村                   | 長江村                             |
|                                    | 沼尾村                             |                                    | 明治8年 小沼崎村                   | 長江村                             |
|                                    | 田代村                             | 田代村                             | 明治8年 高陦村                     | 二川村                             |
|                                    | 芦原村                             |                                    | 明治8年 高陦村                     | 二川村                             |
|                                    | 枝松村                             |                                    |                                    | 二川村                             |
|                                    | 白岩村                             |                                    |                                    | 二川村                             |

- 市制・町村制以後の変遷表

| 市制・町村制以後の下郷町町域の変遷表 | 市制・町村制以後の下郷町町域の変遷表 | 市制・町村制以後の下郷町町域の変遷表 | 市制・町村制以後の下郷町町域の変遷表 | 市制・町村制以後の下郷町町域の変遷表 | 市制・町村制以後の下郷町町域の変遷表 | 市制・町村制以後の下郷町町域の変遷表 |
| 1889年 以前                          | 1889年 以前                          | 明治22年 4月1日                      | 明治22年 - 昭和64年                  | 明治22年 - 昭和64年                  | 平成元年 - 現在                      | 現在                                 |
| ------------------------------------ | ------------------------------------ | ------------------------------------ | ------------------------------------ | ------------------------------------ | ------------------------------------ | ------------------------------------ |
|                                      | 豊成村                               | 楢原町                               | 昭和21年11月20日 町制                | 昭和30年4月1日 下郷町                | 下郷町                               | 下郷町                               |
|                                      | 栄富村                               | 楢原町                               | 昭和21年11月20日 町制                | 昭和30年4月1日 下郷町                | 下郷町                               | 下郷町                               |
|                                      | 中山村                               | 楢原町                               | 昭和21年11月20日 町制                | 昭和30年4月1日 下郷町                | 下郷町                               | 下郷町                               |
|                                      | 三ッ井村                             | 楢原町                               | 昭和21年11月20日 町制                | 昭和30年4月1日 下郷町                | 下郷町                               | 下郷町                               |
|                                      | 新開村                               | 楢原町                               | 昭和21年11月20日 町制                | 昭和30年4月1日 下郷町                | 下郷町                               | 下郷町                               |
|                                      | 戸赤村                               | 楢原町                               | 昭和21年11月20日 町制                | 昭和30年4月1日 下郷町                | 下郷町                               | 下郷町                               |
|                                      | 大内村                               | 楢原町                               | 昭和21年11月20日 町制                | 昭和30年4月1日 下郷町                | 下郷町                               | 下郷町                               |
|                                      | 沢田村                               | 旭田村                               | 旭田村                               | 昭和30年4月1日 下郷町                | 下郷町                               | 下郷町                               |
|                                      | 澳田村                               | 旭田村                               | 旭田村                               | 昭和30年4月1日 下郷町                | 下郷町                               | 下郷町                               |
|                                      | 中妻村                               | 旭田村                               | 旭田村                               | 昭和30年4月1日 下郷町                | 下郷町                               | 下郷町                               |
|                                      | 大松川村                             | 旭田村                               | 旭田村                               | 昭和30年4月1日 下郷町                | 下郷町                               | 下郷町                               |
|                                      | 合川村                               | 旭田村                               | 旭田村                               | 昭和30年4月1日 下郷町                | 下郷町                               | 下郷町                               |
|                                      | 野際新田村                           | 旭田村                               | 旭田村                               | 昭和30年4月1日 下郷町                | 下郷町                               | 下郷町                               |
|                                      | 音金村                               | 旭田村                               | 旭田村                               | 昭和30年4月1日 下郷町                | 下郷町                               | 下郷町                               |
|                                      | 南倉沢村                             | 旭田村                               | 旭田村                               | 昭和30年4月1日 下郷町                | 下郷町                               | 下郷町                               |
|                                      | 塩生村                               | 旭田村                               | 旭田村                               | 昭和30年4月1日 下郷町                | 下郷町                               | 下郷町                               |
|                                      | 落合村                               | 旭田村                               | 旭田村                               | 昭和30年4月1日 下郷町                | 下郷町                               | 下郷町                               |
|                                      | 弥五島村                             | 長江村                               | 昭和3年9月1日 江川村                 | 昭和30年4月1日 下郷町                | 下郷町                               | 下郷町                               |
|                                      | 大沢村                               | 長江村                               | 昭和3年9月1日 江川村                 | 昭和30年4月1日 下郷町                | 下郷町                               | 下郷町                               |
|                                      | 湯野上村                             | 長江村                               | 昭和3年9月1日 江川村                 | 昭和30年4月1日 下郷町                | 下郷町                               | 下郷町                               |
|                                      | 小沼崎村                             | 長江村                               | 昭和3年9月1日 江川村                 | 昭和30年4月1日 下郷町                | 下郷町                               | 下郷町                               |
|                                      | 高陦村                               | 二川村                               | 昭和3年9月1日 江川村                 | 昭和30年4月1日 下郷町                | 下郷町                               | 下郷町                               |
|                                      | 枝松村                               | 二川村                               | 昭和3年9月1日 江川村                 | 昭和30年4月1日 下郷町                | 下郷町                               | 下郷町                               |
|                                      | 白岩村                               | 二川村                               | 昭和3年9月1日 江川村                 | 昭和30年4月1日 下郷町                | 下郷町                               | 下郷町                               |

## 人口
| 下郷町（に相当する地域）の人口の推移 \| 1970年（昭和45年） \| 11,077人 \| \| \| 1975年（昭和50年） \| 10,208人 \| \| \| 1980年（昭和55年） \| 10,025人 \| \| \| 1985年（昭和60年） \| 9,033人 \| \| \| 1990年（平成2年） \| 8,537人 \| \| \| 1995年（平成7年） \| 7,951人 \| \| \| 2000年（平成12年） \| 7,579人 \| \| \| 2005年（平成17年） \| 7,053人 \| \| \| 2010年（平成22年） \| 6,461人 \| \| \| 2015年（平成27年） \| 5,800人 \| \| \| 2020年（令和2年） \| 5,264人 \| \| |          |  |
| 総務省統計局 国勢調査より |          |  |
| 1970年（昭和45年） | 11,077人 |  |
| 1975年（昭和50年） | 10,208人 |  |
| 1980年（昭和55年） | 10,025人 |  |
| 1985年（昭和60年） | 9,033人  |  |
| 1990年（平成2年） | 8,537人  |  |
| 1995年（平成7年） | 7,951人  |  |
| 2000年（平成12年） | 7,579人  |  |
| 2005年（平成17年） | 7,053人  |  |
| 2010年（平成22年） | 6,461人  |  |
| 2015年（平成27年） | 5,800人  |  |
| 2020年（令和2年） | 5,264人  |  |

## 姉妹都市・提携都市
- 西東京市（東京都）

1980年（昭和55年）4月29日、旧・保谷市と姉妹都市締結。西東京市発足後に改めて締結。

## 郵便
- 楢原郵便局（集配局）
- 江川郵便局（集配局）
- 旭田郵便局
- 弥五島郵便局

## 教育
中学校
- 下郷町立下郷中学校

小学校
- 下郷町立楢原小学校
- 下郷町立江川小学校
- 下郷町立旭田小学校

## 交通

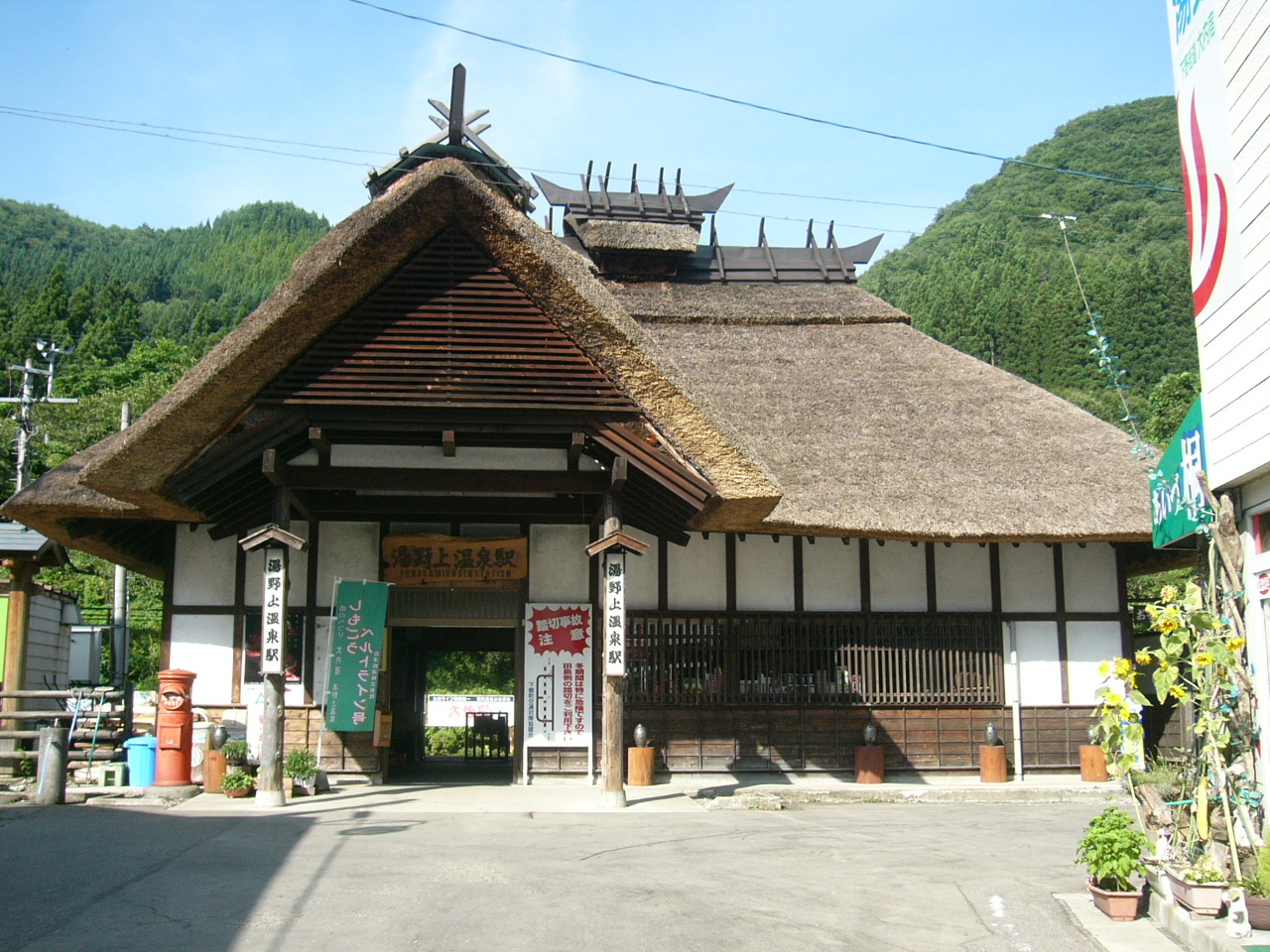
湯野上温泉駅

### 鉄道
- 会津鉄道
  - ■ 会津線
    - 養鱒公園駅 - ふるさと公園駅 - 会津下郷駅 - 弥五島駅 - 塔のへつり駅 - 湯野上温泉駅

### 路線バス
- 会津乗合自動車
- 福島交通・会津バス（季節運行）

### 道路
- 一般国道
  - 国道118号
  - 国道121号
  - 国道289号
  - 国道400号
- 一般県道
  - 福島県道131号下郷会津本郷線
  - 福島県道214号芦ノ牧温泉南停車場線
  - 福島県道215号湯野上温泉停車場線
  - 福島県道216号弥五島停車場線
  - 福島県道329号湯野上会津高田線
  - 福島県道330号大内会津高田線
  - 福島県道346号戸赤栄富線
  - 福島県道347号高陦田島線
  - 福島県道348号落合豊成線

### 道の駅
- しもごう

## 名所・旧跡・観光スポット・祭事・催事

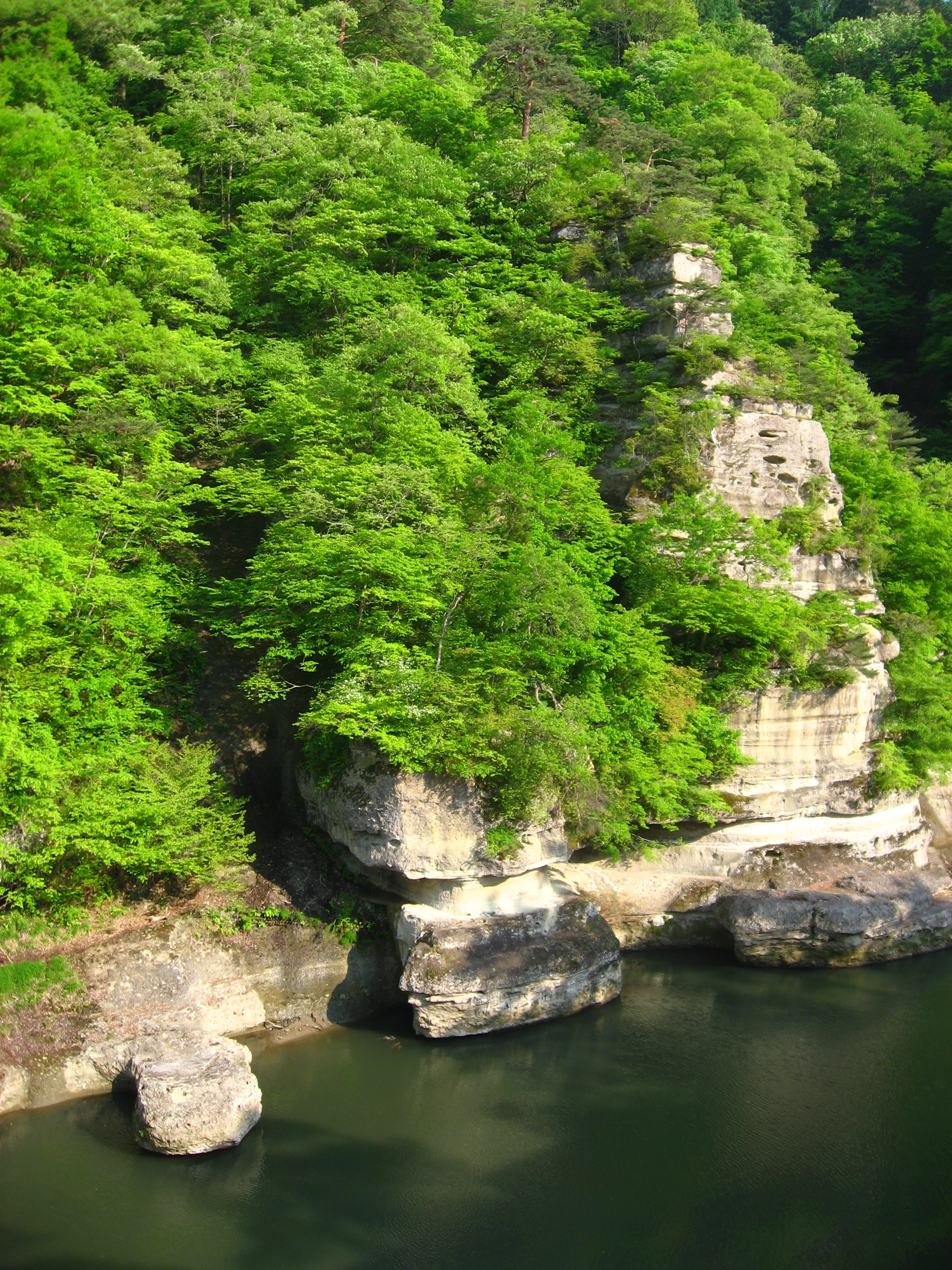
塔のへつり

- 塔のへつり（国の天然記念物） ※「へつり」の漢字は山冠に「弗」
- 大内宿（重要伝統的建造物群保存地区）
- 猿楽台地
- 湯野上温泉
- 中山風穴地特殊植物群落（国の天然記念物）
- 観音沼森林公園
- 下野街道（古道約10キロメートルと一里塚などが国の史跡に指定されている）

### イベント
- 大内宿雪まつり（例年2月開催）[3]

### 関連団体
- 郷人：よさこい団体 陽平祭

## 著名な出身者
- 佐藤雄平（前福島県知事）
- 高橋勝直（イタリアンせもりなオーナーシェフ）
- 室井光広（芥川賞作家）